# Lipa (powiat jędrzejowski)
Lipa – wieś w Polsce położona w województwie świętokrzyskim, w powiecie jędrzejowskim, w gminie Sobków. Ma status sołectwa.
W Królestwie Polskim istniała gmina Lipa. W latach 1975–1998 miejscowość należała administracyjnie do województwa kieleckiego.

## Historia
Pierwsza wzmianka o miejscowości pochodzi z 1335 r. Wieś była wówczas własnością Wojciecha z Lipy. Inny autor nie odnotowuje tej wzmianki. Pierwszym wzmianką jest dlań oddanie przez Jana Gołuchowskiego h. Lewiwa swoich wsi dla synów w obliczu zbliżającej się śmierci. Gołuchowski oddaje synom; Janowi, Rafałowi i Mikołajowi następujące wsie: Drochów, Gołuchów, Lipę, Żydów i Żydowską Wolę. W 1454 roku bracia dokonali podziału odziedziczonego majątku. Autor wspomina opis Jana Długosza (1470-1480) wsi lypy. Należała do parafii kijskiej oraz była własnością dwóch osób odrębnych herbów; pierwszym był Zawisza Lipski herbu Hołobok, drugi to Rafał Gołuchowski herbu Leliwa.
W 1508 r. właścicielem części wsi był Stanisław Lipski, dziedzic pobliskich Karsów. Właścicielami drugiej części mieli być Stanisław i Mikołaj de borczyn. Dalej rodzinie Lipskich udaje się zająć całą wieś.
W późniejszym okresie wieś była własnością m.in. rodów Rejów, Szaniawskich, Jabłońskich i Chmielowskich.
W 1662 r. majątek dzierżawiony był przez wdowę Jadwigę Poleską. W 1673 r. zmuszona była opuścić majątek, który dzierżawił Gabriel Morstin (Morsztyn), dziedzic Kars, a następnie już właściciel Lipy.
W drugiej połowie XIX wieku Lipa była gminą wiejską w powiecie jędrzejowskim Guberni Kieleckiej. Status gminy został zniesiony w 1874 r.
W 1881 r. dobra Lipa składały się z wsi Jawor z folwarkiem i Karsy i Lipa z folwarkiem i przysiólkiem Adamów, oraz folwarków Jawor, Lipa. Wieś Lipa liczyła wtedy 44 osadników  z gruntem w ilości 262 morgi. Folwark Lipa liczył gruntów ornych 442, łąk 25, pastwisk 13, lasu 598, zarośli 12, wód 1, nieużytki i place zajmowały 5, co razem dawało 1111 morgi. Budynków murowanych było 14, z drewna.
Od 1885 Lipa była zwykłą wsią z folwarkiem, leżącą w gminie Sobków i parafii Chomentów.
W 1908 r. majątek zakupił kielecki naczelnik żandarmerii, Włodzimierz Anienkow. Znany z represji na Polakach w 1905 roku.
Anenkow "szczególnie źle się zapisał podczas pełnienia funkcji w mieście". Został skazany wyrokiem sądu rewolucyjnego na śmierć. Udawało uniknąć mu się tej kary przez wiele lat. Po rozpoczęciu pierwszej wojny światowej wyjechał do Rosji, ale wkrótce musiał uciekać przed bolszewicką rewolucją i powrócił do Lipy. Został zamordowany we własnym dworze w roku 1920 przez bojownika Partyki. W okresie międzywojennym bojownik nie został pociągnięty do odpowiedzialności.
Majątek po mężu otrzymała żona Anenkowa, Olga Karisawa.
W międzywojniu majątek został rozparcelizowany. Jeszcze w latach 90. dworek pełnił funkcję szkoły. Aktualnie jest własnością prywatną.

## Demografia
W 1827 r. Lipa miała 24 domy i 158 mieszkańców. W latach 1998–2021 populacja wsi zmniejszyła się o 5,1%.
| Rok  | Kobiety | Mężczyźni | Ilość mieszkańców |
| ---- | ------- | --------- | ----------------- |
| 1827 | ?       | ?         | 158               |
| 1998 | 137     | 135       | 272               |
| 2002 | 126     | 120       | 246               |
| 2009 | 122     | 124       | 246               |
| 2011 | 122     | 122       | 244               |
| 2021 | 132     | 126       | 258               |

W roku 2021 we wsi na 100 osób przypadało 77,9 osób w wieku nieprodukcyjnym. Ten współczynnik obciążenia demogaficznego był znacznie większy niż w województwie świętokrzyskim (na 100 osób 32,7 było w wieku nieprodukcyjnym) jak i w całej Polsce (na 100 osób 28,9 było w wieku nieprodukcyjnym).
| Wiek             | Procent ludności | Ilość osób w kategoriach wiekowych |
| ---------------- | ---------------- | ---------------------------------- |
| Przedprodukcyjny | 21,7%            | 56                                 |
| Produkcyjny      | 56,2%            | 145                                |
| Poprodukcyjny    | 22,1%            | 57                                 |

## Zabytki
- drewniany dwór z początku XX w.
- park z XIX w., wpisany do rejestru zabytków nieruchomych (nr rej.: A.153 z 6.12.1957)[13]
- ruiny spichlerza